# Los destiladores de samogón
Samogónshchiki (en ruso: Самогонщики, Los destiladores de samogón) es un cortometraje cómico soviético del estudio de cine Mosfilm dirigida por el director Leonid Gaidái y producido por Mosfilm. Junto con El chucho Barbós y la increíble carrera son las primeras obras sobre el trío de antihéroes ladrones Trus, Balbés i Bivali. Pertenecía a la Colección de películas cómicas estrenada por Mosfilm en 1961, junto a otras películas como Chuzhói bumázhnik, Vodianói y Bolshíye nepriyátnosti.
El compositor de la música del film fue Nikita Bogoslovski.

## Argumento
En una pequeña casa en el bosque tres amigos — Trus, Balbés i Bivali ("El Cobarde -Gueorgui Vitsin-, el Haragán -Yuri Nikulin- y el Versado" -Yevgueni Morgunov) — destilan samogón (aguardiente casero ilegal). Prueban los primeros resultados en una cómica escena y Bivali le da a probar al perro Barbós un azucarillo impregnado en aguardiente, con lo que el perro se ofende vehementemente y se ganan su enemistad. La fabricación va viento en popa, hasta que una broma pesada de Trus termina en una pelea en la los tres quedan desmayados por el humo del alambique con el que se defiende de sus compañeros. Comen celebrando el fin del trabajo hasta que el perro les interrumpe ladrando a la puerta y saliendo al exterior. Sospechando que haya alguien fuera ellos también salen al bosque nevado. Cuando regresan, el perro rompe todas las botellas llenas almacenadas por los delincuentes y roba el serpentín del alambique con el que corre fuera de la casa. El trío persigue al perro esquiando por el bosque con numerosos "incidentes" cómicos, que finalizan ante una valla que el perro pasa por un hoyo en su base, y que Balbés y Bivali consiguen superar con la ayuda de Trus. Este intenta trepar por ella hasta que un militsioner le avisa y le abre una puerta que da directamente al patio de una estación de Militsia, donde son arrestados mientras Barbós les ladra contento.

## Reparto
- Gueorgui Vitsin, Trus
- Yuri Nikulin, Balbés
- Yevgueni Morgunov Bivali
- Vladímir Pítsek, severo militsioner o policía.
- Brej, el perro Barbós

## Equipo de rodaje
- Autor de guion: Leonid Gaidái
- Director: Leonid Gaidái
- Fotografía: Konstantín Brovin
- Compositor: Nikita Bogoslovski
- Texto de la canción: Vladímir Lifshits

## CanciónSamogónshchiki
Inicialmente los actores cantaban una canción compuesta por Nikulin, pero fue reescrita por Vladímir Lifshits de un modo más políticamente correcto por ser una canción de mofa e incitación a la ebriedad:

Letra en ruso

Не футболисты мы, не велогонщики,

И не артисты мы, а самогонщики.

Эх, пить будем.

И гнать будем,

А нагоним литров сто,

Продавать будем.

И помогают нам всегда

Сахар, дрожжи и вода. (2 veces)

Самогончик, самогон,

Кто не с нами - выйди вон,

Первачок наш, первачок,

Кто не пьет, тот дурачок.

Letra transliterada en caracteres latinos

Ne futbolisty my, ne velogónshchiki,

I ne artisty my, a samogónshchiki

Ej, pit búdem

I gnat búdem

A nagónim lítrov sto

Prodavat búdem

I pomogáyut nam vsegdá

Sájar, drozhzhi i vodá (2 veces)

Samogónchik, samogón

Kto ne s nami - výidi von.

Pervachok nash, pervachok,

Kto ne piot, tot durachok.

Letra traducida al castellano

No somos futbolistas, ni ciclistas

ni somo artistas, sino destiladores de samogón.

Ei, beberemos,

Y llevaremos

alcanzaremos los cien litros

y los venderemos

Y siempre nos ayude

el azúcar, la levadura y el agua (2 veces)

Destiladores de samogón, samogón

quien no esté con nosotros que salga

Pervachok nuestro, pervachok

El que no bebe, aquél es durachok.

Se conocen varias variantes de la versión original que conservan el inicio y el estribillo. La canción definitiva es la que sigue:

Letra en ruso
Без каких-нибудь особенных затрат

Создан этот самогонный аппарат,

А приносит он, друзья, доход,

Между прочим, круглый год!

Я, признаться откровенно, очень рад

Лечь под этот электронный агрегат,

Чтобы капал самогон мне в рот

Днем и ночью круглый год!

А вот люди меж собою говорят:

За такой вот хитроумный аппарат

Просидеть мы можем без забот

За решеткой круглый год!

Letra transliterada en caracteres latinos

Bez kakij-nibud osóbennyj zatrat

Sozdan etot samogonni aparat

A prinósit on, druziá, dojod,

Mezhdu próchim, krugli god!

Ya, priznatsia otkrovenno, ochen rad

Lech pod étot elektroni agregat,

Chtoby kápal samogón mne v rot

Dnem i nochiu krugli god!

A vot liudu mezh sobóyu govoriat:

Za takói vot jitroumni aparat

Prosidet my mózhem bez zabot

Za reshotkoi krugli god!

Letra en castellano

Sin gastos especiales cualesquiera

es creado este aparato para destilar samogón

y tras él, los amigos, los ingresos

¡A propósito, todo el año!

Yo, confieso francamente, estoy muy contento

de estar junto a este grupo de máquinas electrónico

Que gotee el samogón sobre mí en la boca

¡De día y de noche, todo el año!

Pero las gentes hablarán entre ellas

Por eso este sutil aparato

Podemos estar sin preocupaciones

¡Entre rejas, todo el año!